# Jerry Thorpe
Pour les articles homonymes, voir Thorpe.
Jerry Thorpe (né Richard Jerome Thorpe) est un producteur et réalisateur américain né le 29 août 1926 à Los Angeles en Californie et mort le 25 septembre 2018 à Santa Barbara dans le même État américain.

## Vie privée
Il est le fils de Richard Thorpe.

## Filmographie sélective
En tant que producteur
- 1956 : Son ange gardien (Forever, Darling)
- 1957 : Minuit sur le grand canal (The Venetian Affair)
- 1963 : Swingin' Together (TV)
- 1963 : Maggie Brown (TV)
- 1968 : Le Jour des Apaches (Day of the Evil Gun)
- 1970 : Company of Killers (TV)
- 1972 : Kung Fu (TV)
- 1974 : Smile, Jenny, You're Dead (TV)
- 1974 : The Healers (TV)
- 1976 : The Dark Side of Innocence (TV)
- 1976 : Laissez-moi mon enfant (I Want to Keep My Baby) (TV)
- 1977 : The Possessed (TV)
- 1978 : The Lazarus Syndrome (TV)
- 1978 : Stickin' Together (TV)
- 1978 : A Question of Love (TV)
- 1979 : Heaven Only Knows (TV)
- 1980 : Le Noir et le blanc (All God's Children) (TV)
- 1983 : Happy Endings (TV)

En tant que réalisateur
- 1957 : Minuit sur le grand canal (The Venetian Affair)
- 1968 : Le Jour des Apaches (Day of the Evil Gun)
- 1970 : Company of Killers (TV)
- 1970 : Dial Hot Line (en) de Jerry Thorpe (TV)
- 1971 : Lock, Stock and Barrel (TV)
- 1971 : Crosscurrent (TV)
- 1972 : Kung Fu (TV)
- 1974 : Smile, Jenny, You're Dead (TV)
- 1975 : Antonio and the Mayor (TV)
- 1976 : The Dark Side of Innocence (TV)
- 1976 : Laissez-moi mon enfant (I Want to Keep My Baby) (TV)
- 1977 : Yesterday's Child (TV)
- 1977 : The Possessed (TV)
- 1978 : The Lazarus Syndrome (TV)
- 1978 : Stickin' Together (TV)
- 1978 : A Question of Love (TV)
- 1979 : Heaven Only Knows (TV)
- 1980 : Le Noir et le blanc (All God's Children) (TV)
- 1983 : Happy Endings (TV)
- 1986 : La Fleur ensanglantée (Blood & Orchids) (TV)

En tant qu'assistant-réalisateur
- 1953 : Sergent la Terreur (Take The High Ground)